# Agustín Balbuena
Agustín Balbuena   (Santa Fe, 1 de setembre de 1945 - Buenos Aires, 9 de març de 2021) fou un futbolista argentí.

## Selecció de l'Argentina
Va formar part de l'equip argentí a la Copa del Món de 1974.